# Heard It All Before
Heard It All Before è il primo album realizzato da Jamie Cullum. È uscito nel 1999 e l'artista non aveva ancora alcun contratto con nessuna casa discografica.

## Tracce
1. Old Devil Moon
2. They Can't Take That Away from Me
3. Night and Day
4. My One and Only Love
5. Caravan
6. I've Got You Under My Skin
7. Speak Low
8. God Bless the Child
9. Love for Sale
10. Sweet Lorraine

## Musicisti
- Jamie Cullum - Pianoforte e voce
- Raph Mizraki - Basso
- Julian Jackson - Batteria